# 사악성
사악성(史樂成, ? ~ 기원전 72년)은 전한 후기의 관료이다. 성씨는 사(使)·변(便)으로 표기되기도 하는데, 천쯔(陈直)는 '𫢓賢之印'이라고 적힌 한대의 인장이 발굴됨을 근거로 하여 사악성의 성씨는 본래 𫢓이며, 史는 𫢓의 간략한 표기, 使는 후대에 고쳐진 표기, 便은 使의 오기(誤記)라고 주장하였다.

## 행적
본래 보잘것없는 집안 출신이었으나, 대장군 곽광의 총애를 받아 출세하여 구경에 이르렀다.
원평 원년(기원전 74년), 소제가 붕어하였다. 당시 조정에서는 누가 뒤를 이을지 의견이 분분하였는데, 대신들 중에는 광릉여왕을 지지하는 자가 많았다. 그러나 당시 정권을 잡은 곽광은 창읍왕으로 낙점하고 소부 겸 행대홍려사(行大鴻臚事) 사악성 등을 시켜 창읍왕을 모셔왔다.
그러나 창읍왕은 얼마 안 가 폐위되었고, 뒤를 이어 선제가 즉위하였다. 사악성은 조충국·전연년과 함께 공적이 전한의 옛 전객 유갈에 비견되어 원씨후(爰氏侯)에 봉해졌고, 이듬해에 죽었다. 시호를 숙이라 하였고, 아들 사보가 작위를 이었다.

## 출전
- 반고, 《한서》
  - 권8 선제기
  - 권18 외척은택후표
  - 권19하 백관공경표 下
  - 권60 두주전
  - 권68 곽광김일제전